# Échallon
Échallon är en kommun i departementet Ain i regionen Auvergne-Rhône-Alpes i östra Frankrike. Kommunen ligger  i kantonen Oyonnax-Nord som ligger i arrondissementet Nantua. Kommunens areal är 28,09 km². År 2022 hade Échallon 774 invånare.

## Befolkningsutveckling
Antalet invånare i kommunen Échallon
Referens: INSEE